# Open Sesame
Open Sesame – debiutancki album studyjny amerykańskiego trębacza jazzowego Freddiego Hubbarda, wydany z numerem katalogowym BLP 4040 i BST 84040 w 1960 roku przez Blue Note Records.

## Powstanie
Materiał na płytę został zarejestrowany 19 czerwca 1960 roku przez Rudy'ego Van Geldera w należącym do niego studiu (Van Gelder Studio) w Englewood Cliffs w stanie New Jersey. Produkcją płyty zajął się Alfred Lion.

## Lista utworów
Opracowano na podstawie materiału źródłowego.
Wydanie LP
Strona A
| Nr | Tytuł utworu    | Muzyka                         | Długość |
| -- | --------------- | ------------------------------ | ------- |
| 1. | „Open Sesame”   | Tina Brooks                    | 7:12    |
| 2. | „But Beautiful” | Johnny Burke, Jimmy Van Heusen | 6:27    |
| 3. | „Gypsy Blue”    | Brooks                         | 6:28    |
|    |                 |                                | 20:07   |

Strona B
| Nr | Tytuł utworu            | Muzyka                       | Długość |
| -- | ----------------------- | ---------------------------- | ------- |
| 1. | „All or Nothing at All” | Arthur Altman, Jack Lawrence | 5:36    |
| 2. | „One Mint Julep”        | Rudy Toombs                  | 6:04    |
| 3. | „Hub's Nub”             | Freddie Hubbard              | 6:52    |
|    |                         |                              | 18:32   |

Utwory dodatkowe na reedycji (2002)
| Nr | Tytuł utworu                   | Muzyka | Długość |
| -- | ------------------------------ | ------ | ------- |
| 1. | „Open Sesame (alternate take)” | Brooks | 7:16    |
| 2. | „Gypsy Blue (alternate take)”  | Brooks | 7:35    |
|    |                                |        | 14:51   |

## Twórcy
Opracowano na podstawie materiału źródłowego.
Muzycy:
- Freddie Hubbard – trąbka
- Tina Brooks — saksofon tenorowy
- McCoy Tyner — fortepian
- Sam Jones — kontrabas
- Clifford Jarvis – perkusja

Produkcja:
- Alfred Lion – produkcja muzyczna
- Rudy Van Gelder – inżynieria dźwięku
- Reid Miles – projekt okładki
- Francis Wolff – fotografia na okładce
- Ira Gitler – liner notes
- Michael Cuscuna – produkcja muzyczna (reedycja z 2002)
- Bob Blumenthal - liner notes (2002)